# Adam Hanuszkiewicz

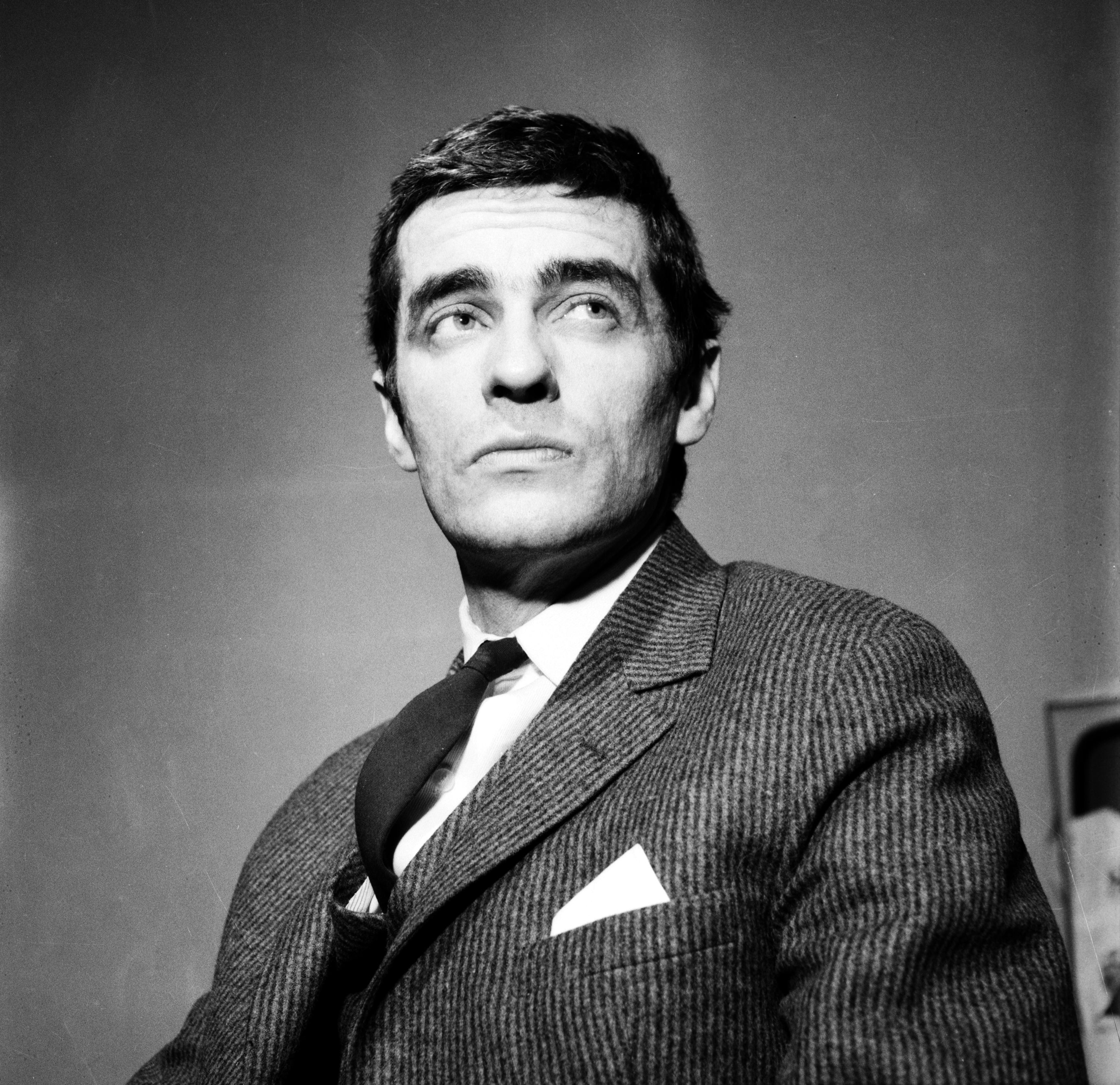
Adam Hanuszkiewicz

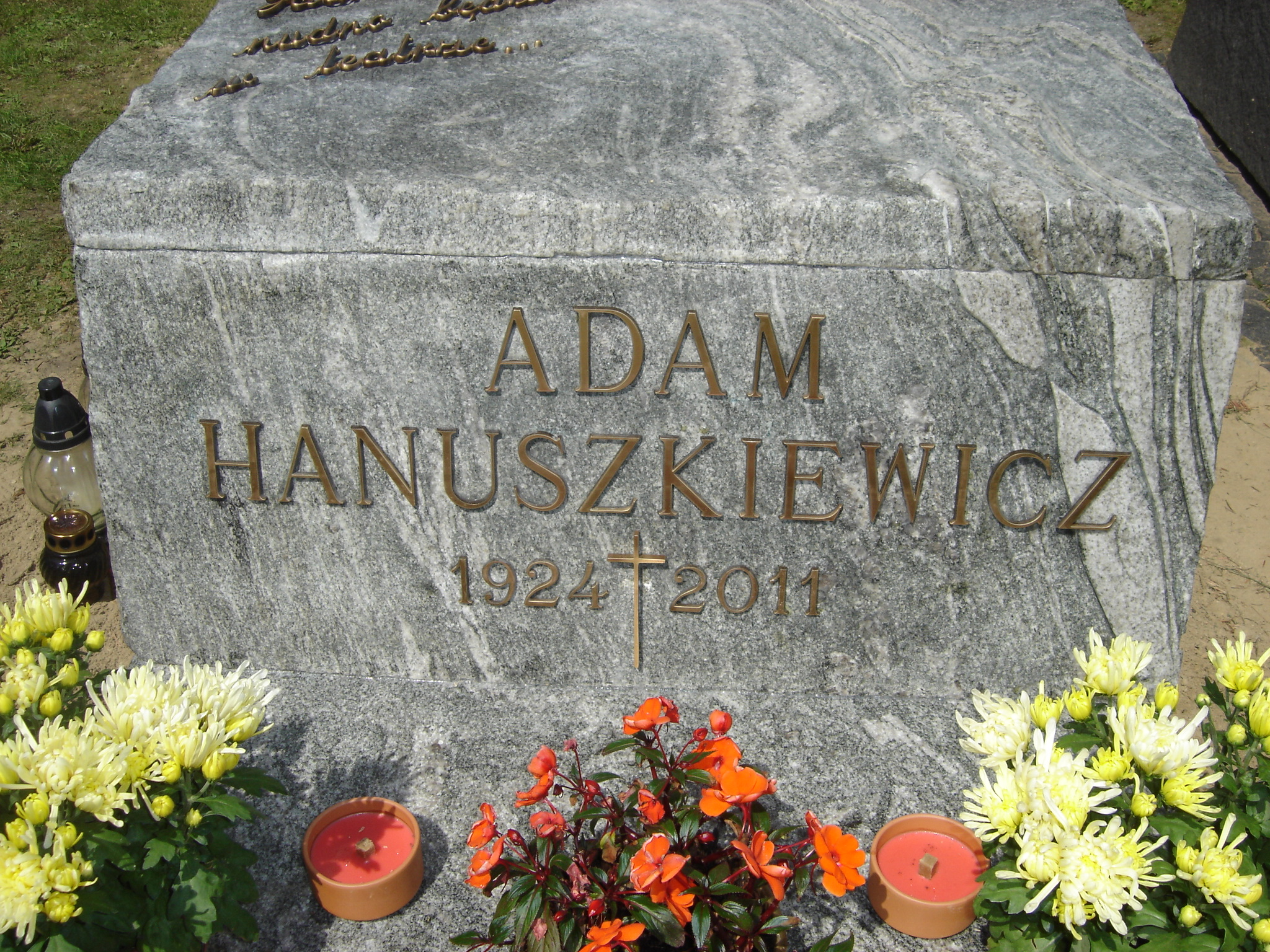
Grab in Warschau

Adam Hanuszkiewicz (* 16. Juni 1924 in Lemberg, Polen, heute Ukraine; † 4. Dezember 2011 in Warschau) war ein polnischer Schauspieler und Theaterregisseur.

## Karriere
Zunächst war Hanuszkiewicz ab 1945 Theaterschauspieler, ohne jedoch eine Schauspielschule besucht zu haben. Er legte 1946 eine externe Schauspielprüfung vor Leon Schiller ab und war von 1946 bis 1949 Ensemblemitglied im Theater von Juliusz Osterwa in Krakau. Sein Regiedebüt gab er dann 1951 in Posen.
Ab 1955 war er als Regisseur und Schauspieler in Warschau tätig. In den 1960er Jahren war er Direktor des Teatr Powszechny, von 1968 bis 1982 dann Direktor des polnischen Nationaltheaters Teatr Narodowy. Er übernahm das Theater nach den Studentenunruhen 1968 und der Entlassung des bisherigen Direktors Kazimierz Dejmek. Während dieser Zeit entstanden seine wichtigsten und meistdiskutierten Inszenierungen und er wurde zum Protagonisten des modernen polnischen Regietheaters. Hanuszkiewiczs Neuinterpretationen der polnischen Klassiker von Balladyna von Juliusz Słowacki bis zu seiner Dramatisierung von Pan Tadeusz von Adam Mickiewicz sind bis heute legendär, führten aber auch zu seinem Ruf als Enfant terrible des polnischen Theaters.
Von 1989 bis 2007 war Adam Hanuszkiewicz Intendant des Warschauer Teatr Nowy. Nachfolger als Intendant des Theaters wurde Krzysztof Warlikowski.
Adam Hanuszkiewicz war vier Mal verheiratet und hat im Laufe seiner Karriere zahlreiche nationale und internationale Auszeichnungen für seine Arbeiten erhalten. Am 25. Juli 2001 erhielt er das Bundesverdienstkreuz 1. Klasse. Er sprach fließend Russisch, Deutsch, Englisch und Französisch.

## Wichtige Inszenierungen
- 1963: Die Hochzeitsfeier von Stanisław Wyspiański
- 1964: Schuld und Sühne von Fjodor M. Dostojewski
- 1967: Herr Wokulski nach dem Roman Die Puppe von Bolesław Prus
- 1968: Dantons Tod von Georg Büchner
- 1969: Die ungöttliche Komödie von Zygmunt Krasiński
- 1970: Kordian von Juliusz Słowacki
- 1971: Drei Schwestern von Anton P. Tschechow
- 1972: Der Prozeß nach Franz Kafka
- 1972: Macbeth von William Shakespeare
- 1973: Antigone von Sophokles
- 1973: Der Revisor von Nikolai Gogol
- 1974: Balladyna von Juliusz Słowacki
- 1974: Ein Monat auf dem Lande von Iwan Turgenew
- 1976: Platonow von Anton P. Tschechow
- 1977: Mann und Frau von Aleksander Fredro
- 1982: Pan Tadeusz von Adam Mickiewicz
- 1995: Dulska nach Gabriela Zapolska
- 1995: Lilla Weneda von Juliusz Słowacki
- 1998: Totentanz von August Strindberg

## Internationale Inszenierungen
- 1970: Fräulein Julie von August Strindberg in Tampere, Finnland
- 1971: Mann und Frau von Aleksander Fredro in Tampere
- 1975: Don Juan von Molière in Karlsruhe
- 1980: Platonow von Anton P. Tschechow in Göttingen
- 1984: Ein Monat auf dem Lande von Iwan Turgenjew in Baden-Baden
- 1987: Mann und Frau von Aleksander Fredro in Baden-Baden

## Filmografie (Auswahl)
- 1949: Za wami pójdą inni …
- 1953: Żołlnierz zwycięstwa
- 1956: Liryki Adama Mickiewicza (TV)
- 1956: Dr Foul (TV)
- 1958: Słowo norwidowe (TV)
- 1958: Orfeusz (TV)
- 1961: Vergangenheit (Czas przeszły)
- 1961: Männer um Susanne (Zuzanna i chłopcy)
- 1962: Spóźnieni przechodnie (auch Regisseur)
- 1967: Hände hoch!
- 1970: Nie ma powrotu Johnny (nur Regisseur)
- 1975: Obrazki z życia
- 1977: Trzy po trzy (TV)
- 1976: Obrazki z zycia
- 1981: Hände hoch! (Rece do góry)
- 1990: Dekalog, Vier (Dekalog, cztery) (TV)
- 1993: Nim przyjdzie wiosna (TV)
- 1993: Fuga (TV)
- 1996: Strzeż się pamięci! (TV)
- 2001: Przedwiośnie
- 2001: Marzenia do spełnienia (TV-Serie)
- 2001: Listy miłosne
- 2003: Przedwiośnie (TV-Mehrteiler)
- 2004: Dzień podróżny (TV)

## Auszeichnungen (Auswahl)
- 1964: Staatspreis 1. Klasse für sein Gesamtwerk im Fernsehtheater
- 1968: Staatspreis 1. Klasse für seine Schauspiel- und Regieleistungen
- 1997: Ehrenbürgerschaft der Stadt Jelenia Góra
- 2001: Bundesverdienstkreuz 1. Klasse
- 2001: Ehrendoktorwürde der Universität Oppeln
- 2005: Ehrenbürger der Woiwodschaft Oppeln